# Première guerre anglo-sikhe
Pour les articles homonymes, voir Guerre anglo-sikhe.
Batailles
- Mudki
- Ferozeshah
- Aliwal
- Sobraon

La première guerre anglo-sikhe est une guerre entre le royaume sikh du Pendjab et la Compagnie anglaise des Indes orientales entre 1845 et 1846. Il en résulta la division partielle du royaume sikh.
La bataille de Sobraon le 10 février 1846 eut un impact majeur sur le cours du conflit et vit la victoire des Anglais.

## Contexte et causes du conflit

### La première guerre anglo-afghane
Le royaume Sikh de Pendjab est agrandi et est consolidé par le Maharajah Ranjît Singh au début du XIXe siècle, alors que les territoires contrôlés par les Britanniques s'approchaient des frontières du Pendjab, grâce aux annexions et aux conquêtes. Singh mena une politique d'amitié méfiante avec les Britanniques, cédant des territoires au sud de la rivière Sutlej alors qu'il créait une armée afin de répondre à une éventuelle agression britannique mais aussi afin de faire la guerre contre les Afghans. Il engagea des mercenaires européens et américains pour entraîner son artillerie et incorpora des contingents d'Hindous et de Musulmans dans son armée.
Aidés par la désunion des Afghans, les Sikhs conquirent les cités et provinces de Peshawar et Multan et incorporèrent les États de Jammu et Cachemire dans leur empire. Après que l'ordre eut été rétabli en Afghanistan, les Britanniques devinrent obsédés par l'idée que l'émir Dost Mohammad Khan d'Afghanistan conspirait avec la Russie. Ils provoquèrent alors la première guerre anglo-afghane pour le remplacer par le complaisant Shah Shuja. Cette opération était soutenue par les Sikh, en retour de la cession formelle de Peshawar par Shuja Shah. Au début réussie, l'invasion britannique prit un tournant désastreux avec la bataille de Gandamak, un véritable massacre, ruinant la réputation des Britanniques et de l'armée du Bengale de la Compagnie anglaise des Indes orientales en particulier. Les Britanniques se retirent finalement d'Afghanistan et du Peshawar en 1842.

### Événements dans le Pendjab
Ranjit Singh meurt en 1839. Presque immédiatement, son royaume commence à sombrer dans le désordre. Après quelques mois, Kharak Singh, son impopulaire fils légitime est écarté du pouvoir. Il meurt ensuite en prison dans des circonstances mystérieuses, il est généralement accepté qu'il a été empoisonné. Il est remplacé par son fils avec lequel il est brouillé, Nau Nihal Singh, qui meurt lui aussi rapidement dans des circonstances suspectes: il est écrasé par un arc de voûte au fort de Lahore, alors qu'il revenait de la crémation de son père.
Il y avait alors deux grandes factions luttant pour le pouvoir et l'influence au Pendjab : les Sikhs Sindhanwalias et les Hindous Dogras. Les Dogras succédèrent aux Sindhanwalias, grâce au « Dogra » Sher Singh, plus vieux fils illégitime de Ranjit Singh, couronné en janvier 1841. Les dirigeants Sindhanwalias s'exilèrent alors sur les territoires britanniques, mais gardèrent des nombreux sympathisants dans l'armée du Pendjab.

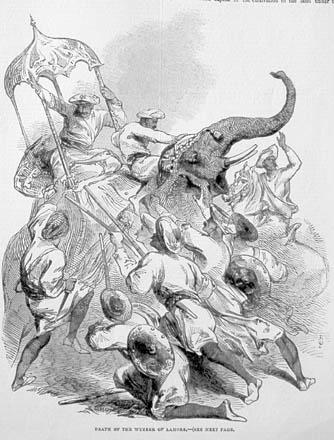
Mort de Jawahar Singh, Vizir de Lahore - Illustrated London News

Les effectifs de l'armée croissaient rapidement après la mort de Ranjit Singh, passant de 29 000 hommes (avec 192 canons) en 1839 à plus de 80 000 hommes en 1845, lorsque les seigneurs de guerre et leurs servants prennent les armes. Elle se déclare elle-même incarnation de la nation sikhe. les comités de régiment forment un pouvoir alternatif dans le royaume, déclarant que l'idéal de Guru Gobind Singh d'une communauté sikhe unie revit, avec les Sikhs assumant toutes les fonctions exécutives de l'État, militaire et civile. Les observateurs britanniques dénoncent alors une "dangereuse démocratie militaire". Les représentants anglais et les visiteurs décrivent les régiments comme les gardiens de l'ordre "puritain" interne, mais aussi comme étant perpétuellement en rébellion contre Darbâr central. Dans un moment de trouble notoire, des soldats sikhs menèrent une émeute, passant au fil de l'épée toute personne parlant perse (la langue utilisée par les clercs administrant les finances de l'Armée).
Maharajah Sher Singh était incapable de répondre aux demandes de paie de l'Armée, bien qu'on rapporte qu'il prodigua des fonds extravagants pour une cour dégradée. En septembre 1843, il est assassiné par son cousin, officier de l'Armée, Ajit Singh Sindhanwalia. Les Dogras se vengèrent des responsables et Jind Kaur, la plus jeune veuve de Ranjit Singh, devint régente de son fils Duleep Singh. Par la suite, le vizir Hira Singh fut tué alors qu'il tentait de fuir la capitale avec le Trésor Royal, le frère de Jind Kaur Jawahar Singh devient vizir. En 1845 il arrange l'assassinat de Peshaura Singh, présenté comme une menace pour Duleep Singh. C'est pour cela que l'armée lui demanda des comptes. Bien qu'il tenta de la corrompre par des pots-de-vin, il est massacré en septembre 1845 en présence de Jind Kaur et de Duleep Singh.
Jind Kaur jura alors publiquement de venger son frère, elle resta régente. Lal Singh devint vizir et Tej Singh commandant de l'armée. Les historiens sikhs soulignent que les deux hommes étaient importants dans la faction Dogra. À l'origine des aristocrates hindous étrangers, ils se convertirent tous deux au Sikhisme en 1818.

### Réaction britanniques
Immédiatement après la mort de Ranjit Singh, la Compagnie anglaise des Indes orientales renforça son armée, particulièrement dans les régions adjacentes au Pendjab, établissant un cantonnement militaire à Firozpur, à seulement quelques kilomètres de la rivière Sutlej qui marque la frontière entre les territoires britanniques et sikhs. En 1843, ils conquirent et annexèrent Sind, au sud du Pendjab, dans une manœuvre considérée par beaucoup de Britanniques comme cynique et ignoble. Elle ne permit pas aux Britanniques de gagner du respect au Pendjab et augmenta les soupçons concernant les motivations des Anglais.
Les actions et l'attitude des Britanniques, commandés par le gouverneur général Lord Ellenborough et son successeur Sir Henry Hardinge, sont discutées par les historiens. Pour les Britanniques, la principale préoccupation était que l'armée sikh, sans une domination ferme pour la restreindre, était une sérieuse menace pour les territoires britanniques frontaliers. Les historiens sikhs et hindous répliquent que les préparations militaires réalisées par ces Gouverneurs généraux étaient de nature offensive. Par exemple, il préparèrent des canons de siège, qui sont d'une utilité contestable pour des opérations purement défensives.
L'attitude des Anglais était causée par les rapports de leur nouvel agent politique à la frontière, le Major George Broadfoot, qui provoquait le désordre dans le Pendjab et racontait à la cour toutes les rumeurs de corruption. Pour certains officiels, il y avait un grand désir d'élargir leur influence et leur contrôle au Pendjab, car c'était la dernière force pouvant menacer les Britanniques en Inde et le dernier royaume indien indépendant n'étant pas sous influence anglaise. Il était aussi connu comme étant le plus riche, le Koh-i Nor étant l'un de ces trésors. Malgré cela, il est peu probable que la  Compagnie anglaise des Indes orientales ait délibérément tenté d'annexer le Pendjab car elle n'avait pas suffisamment d'hommes ou de ressources pour conserver le territoire (comme le prouve le déclenchement de la seconde guerre anglo-sikhe).
Néanmoins, la politique délibérément agressive que l'armée britannique mena à la frontière conduisit à une exacerbation des tensions avec le Pendjab.